# Albaret-Sainte-Marie
Albaret-Sainte-Marie – miejscowość i gmina we Francji, w regionie Oksytania, w departamencie Lozère. W 2013 roku populacja gminy wynosiła 588 mieszkańców. Przez gminę przepływa rzeka Truyère. 